# Alexandra Biriukova
Pour les articles homonymes, voir Birioukova.
Alexandra Dmitrievna Biriukova (en russe : Алекса́ндра Дми́триевна Бирюко́ва), née le 10 juillet 1895 à Vladivostok et morte le 9 février 1967 à Richmond Hill, est une architecte canadienne d'origine russe.

## Biographie
Elle est diplômée de l'Académie russe des Beaux-Arts de Saint-Pétersbourg en 1914. Elle quitte le pays la même année et s'installe en Italie. En 1925, elle reçoit le diplôme d'architecture de l'école royale supérieure d'architecture de Rome.
Elle émigre au Canada et devient la première femme élue à l'Ontario Association of Architects en 1931. La première et, comme il s'est avéré plus tard, la seule commande de Biriukova fut le projet du manoir de l'artiste canadien Lawren Harris, chef du Groupe des sept, qu'elle acheva en 1930.
Elle abandonne de façon inexpliquée l'architecture pour devenir infirmière.

## Réalisations
- Résidence Lawren Harris (fondateur du Groupe des Sept) à Forest Hill, Toronto, Ontario, Canada.